# NGC 1914
NGC 1914 je otvoreni skup s emisijskom maglicom u zviježđu Stolu. 

## Vanjske poveznice
- SEDS: NGC 1914